# František Černý (1875–1943)
František Černý (16. října 1875 Hodolany – 26. srpna 1943 Olomouc) byl český houslista a hudební skladatel.

## Život
Byl synem vojenského kapelníka Františka Černého (1847 – † po r. 1914). Otec v roce 1866 odešel z armády, usadil se v Olomouci a založil kapelu, která se stala známou po celém kraji. Od otce se mu dostalo hudebního vzdělání a v jeho kapele hudební praxe. Hrál v ní od svých deseti let.
Od roku 1889 byl členem vojenské kapely v Přemyšlu (nyní v Polsku). Na čas od vojska odešel a dělal výpravčího na železnici v Olomouci. V letech 1894–1896 hrál opět u vojenské hudby ve Vídni. Vrátil se do Olomouce a stal se členem divadelního orchestru. V té době se intenzivně věnoval svému dalšímu hudebnímu vzdělání. Studoval skladbu u Josefa Nešvery a hru na housle u Otakara Ševčíka. Na čtyři roky ještě přijal místo bubeníka u vojenské kapely v Pešti. V roce 1910 se vrátil do Hodolan a zde působil až do své smrti jako houslista, kapelník a učitel hudby.
Hudba se stala posláním pro celou rodinu. Sedm jeho dětí se věnovalo hudbě:
- Váša Černý (* 1900) – violoncellista
- Oldřich Černý (* 1901) – houslista
- Cyril Černý (* 1903) – klavírista
- František Černý (1904-1978) (*1904) – houslista a pedagog
- Josef Černý (* 1909) – houslista

Dcery Božena a Kateřina byly učitelkami klavíru v Olomouci.

## Dílo
- 2 operety (opereta Láska nehněvaná provedena v Olomouci, 1935);
- Bouzov (orchestrální fantazie – 1911);
- scénická hudba k náboženské hře Zázrak;
- cca 50 populárních skladeb;
- instruktivní skladby pro housle a pro klavír;
- úpravy, směsi a fantasie pro smyčcový a dechový orchestr.